# 弗朗茨·布羅爾森
弗朗茨·布羅爾森（瑞典語：Franz Brorsson，1996年1月30日—）是瑞典的一位足球運動員。他現在效力於塞浦路斯甲組足球聯賽球隊艾里斯利馬素足球會，在場上的位置是中後衛。他在2014年12月和馬爾摩一隊簽約。他也代表瑞典U21國家隊參賽，並參加了2017年歐洲U21足球錦標賽。

## 外部連結
- Malmö FF profile （瑞典文）
- Soccerway資料庫：弗朗茨·布羅爾森